# Tympanometrie

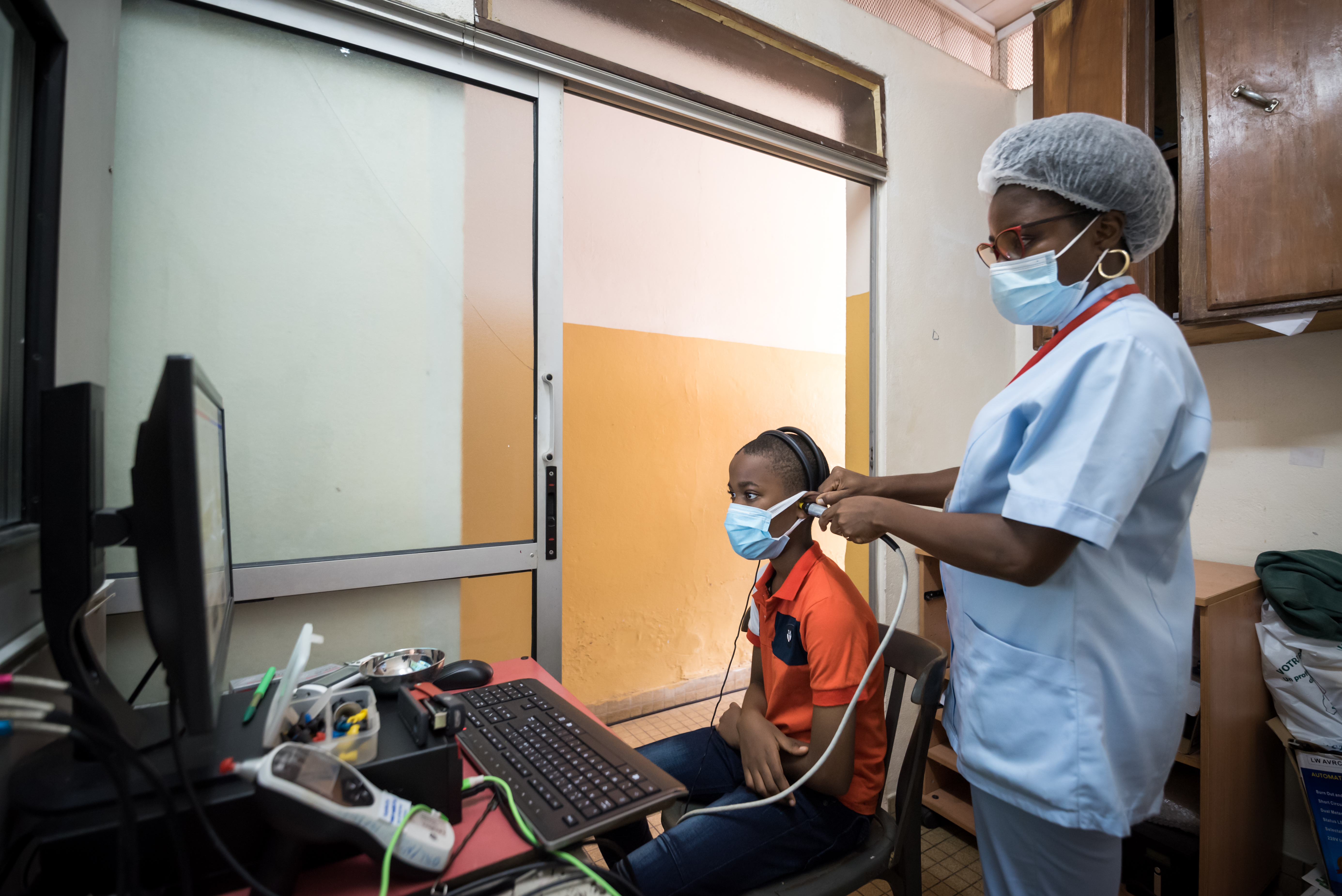
Tympanometrie bei einem Kind in Kamerun.

Bei der Tympanometrie handelt es sich um ein objektives Messverfahren der Audiologie. Sie gehört zu der Impedanzaudiometrie.
Unter der Impedanz wird in diesem Fall das Ausmaß des Widerstandes verstanden, den das akustische System als Ganzes, z. B. das Mittelohr, der Aufnahme von Schallwellen entgegensetzt. Ein akustisches System mit hoher Impedanz absorbiert wenig Schallenergie und reflektiert einen großen Anteil. Ein System mit niedriger Impedanz nimmt hingegen viel Schallenergie in Form von Vibrationen auf. Das Ausmaß der Schallabsorption wird hier auch mit dem Begriff „Compliance“ beschrieben und meint die Nachgiebigkeit bzw. Steifigkeit des Trommelfells.
Ziel ist es, anhand der Messung des akustischen Widerstandes des Trommelfells auf indirektem Wege den Druck im Mittelohr zu messen, pathologischen Mittelohrinhalt nachzuweisen und den Zustand der Gehörknöchelchenkette zu beurteilen. Die Messmethode basiert auf Arbeiten von Schuster (1934), Metz (1946), Zwislocki (1957) und Terkildsen und Nielsen (1960). Häufig wird der Stapediusreflex mit dem Messsystem mitbestimmt.

## Messprinzip
Bei der Tympanometrie wird im Gehörgang eine Druckschwankung erzeugt. Dabei folgt einem Unterdruck ein leichter Überdruck. Diese Druckveränderungen werden vom Trommelfell reflektiert und dann mittels einer dichtsitzenden Sonde gemessen. Die Tympanometrie ist ein praktikables, standardisiertes diagnostisches Verfahren zur Untersuchung von Trommelfell und Mittelohr.
Der Messparameter in der Tympanometrie ist die Nachgiebigkeit bzw. Steifigkeit des Trommelfells (sogenannte Trommelfell-Compliance), deren Kehrwert ist die Impedanz.

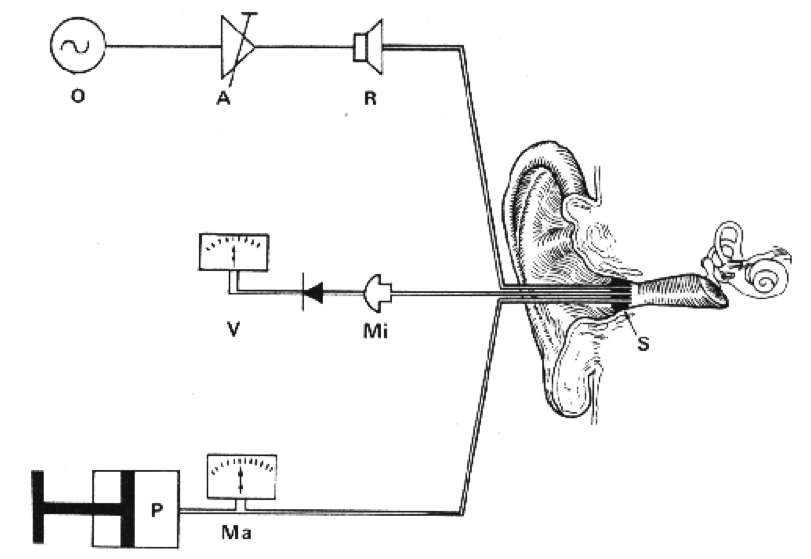
Schema eines Messsystems zur Impedanz- und Stapediusreflexbestimmung

## Funktionsweise
Bei einer Beschallung des Trommelfells mit einer definierten Schallenergiemenge wird ein Teil dieser Energie reflektiert und der restliche Teil an das Mittelohr weitergeleitet.
Die Menge der reflektierten Energie hängt vom akustischen Widerstand, der akustischen Impedanz des Trommelfells, ab.
Unter natürlichen Druckverhältnissen, wenn vor und hinter dem Trommelfell der gleiche atmosphärische Druck herrscht, ist aufgrund der physikalischen Eigenschaften des Trommelfells die Weiterleitung des Schalls am besten.
Voraussetzung für die Durchführung dieses Tests ist ein intaktes Trommelfell und ein luftdichter Abschluss des Gehörgangs durch die Messsonde.

Schema Tympanometer

Zur Durchführung der Tympanometrie ist ein eigenes Gerät, ein Tympanometer, erforderlich. Die Messung erfolgt über eine Messsonde, die drei Bohrungen mit kleinen Schläuchen besitzt. Über die erste Bohrung wird durch einen Tongenerator ein Dauerton („Sondenton“) mit einer Frequenz von meist 226 Hz vorgegeben (95 dB SPL). Die zweite Bohrung enthält ein Mikrofon, das an ein Messinstrument angeschlossen ist. Über die dritte Bohrung werden mithilfe einer Druckpumpe definierte Drücke im Gehörgang aufgebaut.
Unter normalen Verhältnissen, wenn also die Druckverhältnisse im Gehörgang und Mittelohr gleich sind und das Trommelfell in „Normalstellung“ steht, besteht ein bestimmter akustischer Widerstand, der vom Tympanometer als Bezugspunkt (Nullpunkt) verwendet wird.
Wird nun über die Druckpumpe ein Über- oder Unterdruck erzeugt, wird das Trommelfell gespannt und es verändert sich der akustische Widerstand des Trommelfells. Damit erhöht sich auch die Menge der reflektierten Schallenergie des Sondentones, der Schalldruckpegel im Gehörgang erhöht sich, was durch das angeschlossene Messmikrofon festgestellt werden kann. Die veränderten Reflexionen werden im Tympanogramm als Compliance des Trommelfelles (Elastizität, Kehrwert des akustischen Widerstandes) grafisch dargestellt.
Aufgrund der sehr viel geringeren Gehörgangsvolumina bei Säuglingen kommt es bei Verwendung eines Sondentons von 226 Hz zu verfälschten Messergebnissen, daher sollte stattdessen ein 1000-Hz-Sondenton verwendet werden.

## Klinische Anwendung
Klinische Anwendungen sind z. B. folgende Erkrankungen bzw. Fragestellungen:
- Mittelohrentzündung
- Perforation des Trommelfells
- Funktionsstörung der Gehörknöchelchen
- Fehlfunktion der eustachischen Röhre
- Otosklerose
- Tympanosklerose
- Cholesteatom

## Klinische Bewertung
Je nachdem welches Krankheitsbild vorliegt, verändert sich die Normalkurve im Tympanogramm, was zur Krankheitserkennung genutzt werden kann.
Bei unauffälliger Mittelohrfunktion liegt das Maximum der Trommelfellbeweglichkeit bei etwa 0 Pa, mit anderen Worten das Trommelfell kann maximal ausschwingen, da im äußeren Gehörgang der gleiche Druck wie in der Paukenhöhle vorherrscht. Die gemessene Kurve wird als A-Kurve bezeichnet, siehe Abbildung I. Kommt es in der Paukenhöhle zu einem Unterdruck, was die Folge einer Tubenbelüftungstörung sein kann, kommt es bei der Messung solcher Patienten zu einer Verschiebung des Maximums in den negativen Druckbereich, siehe Abbildung II. Die gemessene Kurve wird als C-Kurve bezeichnet.
Ein Mittelohrerguss, verursacht etwa durch eine Akute Mittelohrentzündung, Otitis media acuta  führt in der Messung typischerweise zu einem flachen Tympanogramm, siehe Abbildung III. Dies ist bedingt durch eine Flüssigkeitsansammlung im Mittelohr. Die gemessene Kurve wird als B-Kurve bezeichnet.
Eine Unterbrechung der Schallleitungskette, etwa durch eine Gehörknöchelchenluxation aber auch durch atrophe Trommelfellnarben, führt zu einer nach oben offenen Kurve, nicht abgebildet.
Bei einem Tubenkatarrh z. B. ist das Trommelfell krankheitsbedingt nach innen gezogen, retrahiert. Wenn nun über die Druckpumpe ein Unterdruck im Gehörgang erzeugt wird, stellt sich das Trommelfell in die Normalstellung und die normale Compliance wird erreicht.
Die Messwerte werden in das Tympanogrammformular eingetragen und zeigen eine Verschiebung in den Unterdruckbereich.

I. Normales Tympanogramm, Maximum bei 0 Pa.
II. Unterdruck im Mittelohr (z. B. Tubenkatarrh), Maximum im negativen Druckbereich
III. Flüssigkeit im Mittelohr (z. B. Paukenerguss)

Die vertikale oder Ordinatenachse des Tympanogramms gibt Auskunft über die Compliance des Mittelohrraumes, genauer der Trommelfellbeweglichkeit in ml bzw. in relativen Volumeneinheiten wieder. Die horizontale oder Abszissenachse zeigt die dazugehörige Druckänderung in Pa bzw. Dekapascal (1 daPa =10 Pascal = 0,1 mbar) an, von manchen Geräteherstellern werden die Druckangaben auch noch in mmH2O aufgetragen.